# Canal 2'Or
Les Canal 2'or (Canal d'or) ont été créés en 2004 par la chaîne de télévision camerounaise Canal 2 International. C'est une cérémonie de récompenses qui prime les meilleurs musiciens et acteurs culturels du Cameroun et d'Afrique centrale. La treizième édition des Canal 2'Or s'est tenue le 30 octobre 2021 à Douala. 

## Listes des catégories
C'est au total 16 prix qui ont été décernés lors de l'édition 2015 des Canal 2'Or,, contre 12  à l'édition précédente en 2013.

### Musique
- Révélation musicale
- Révélation Afrique centrale
- Artiste Masculin Afro urban
- Artiste Afrique Francophone
- Artiste Afrique Anglophone
- Meilleur artiste africain
- Meilleur artiste féminin
- Meilleur artiste masculin
- Meilleur artiste ou groupe de musique folklorique
- Meilleur artiste ou groupe de musique Gospel
- Meilleur artiste ou groupe de musique urbaine
- Artiste ou groupe de musique World
- Chanson populaire
- Meilleur vidéogramme
- Prix spécial

### Danse
- Meilleur groupe de danse
- Révélation de l'année

### Cinéma
- Meilleur comédien
- Meilleur web comédien
- Meilleure comédienne
- Meilleur humoriste
- Meilleure série TV

## Cérémonies
La dixième édition des Canal 2'or, Canal 2'Or Act 10, s'est tenue le 28 février 2015 au Palais des congrès de Yaoundé.